# Karlovo (huyện)
Karlovo là một huyện thuộc tỉnh Plovdiv, Bungaria. Dân số thời điểm năm 2001 là 70284 người.